# Thiên hoàng Chūkyō
Chūkyō (仲恭 Chukyo-Tenno ?) (30 tháng 10 năm 1218 - ngày 18 tháng 6 năm 1234) là Thiên hoàng thứ 85 của Nhật Bản theo danh sách kế thừa truyền thống. Triều đại của ông kéo dài trong 3 tháng của năm 1221. Tên của vị Thiên hoàng nhỏ tuổi này (Chūkyō) đã không được đề cập trong bảng danh sách Thiên hoàng truyền thống bởi thời gian trị vị quá ngắn của ông, mãi đến thời Thiên hoàng Minh Trị (1870) mới được ghi lại trong bảng danh sách. Lăng mộ của ông hiện nằm ở gần Tōfuku-ji thuộc vùng Fushimi-ku, Kyoto.

## Phả hệ
Trước khi lên ngôi Thiên hoàng, ông có tên cá nhân của mình (imina) là Kanenari -shinnō (懐成親王 ?)
Ông là con trai đầu tiên của Thiên hoàng Juntoku. Mẹ ông là Ritsuko (?) (立子), con gái của Kujo Yoshitsune. Ngay từ khi mới sinh ra, hoàng tử được nuôi dưỡng trong cung bởi mẹ và ông nội là Thiên hoàng Go-Toba.

## Lên ngôi Thiên hoàng
Tháng 4/1221, theo lệnh của ông nội là Go-Toba, ông được cha là Thiên hoàng Juntoku đặt lên ngai vàng để làm cuộc loạn Jōkyū đối phó với sự chuyên quyền của Shikken Hōjō Yoshitoki (1205-1224).
Tháng 7/1221, loạn Jōkyū do ông nội là Go-Toba phát động bị thất bại, Thiên hoàng Chūkyō lập tức bị truất phế và thay vào ngôi vị của ông là thân vương Yutahito, người anh em họ của ông. Thân vương sẽ lên ngôi, hiệu là Thiên hoàng Go-Horikawa.

## Thoái vị
Sau khi rời ngôi, ông sống một cuộc sống khép kín khiến nhiều người xung quanh không hay biết gì về sự hiện diện của ông trong lịch sử Nhật Bản. Thực vậy, chỉ 2 ngày sau khi rời ngôi, việc đăng quang ngôi Thiên hoàng của ông đã không được công nhân. Ông được biết đến với tên "Thiếu Đế" hay "Phế Đế" theo cách gọi của Trung Quốc, "Thiên hoàng bị truất phế" theo cách gọi của Nhật Bản. Ông được gọi với nhiều tên khác nhau: Kujō Haitei, 九条廃帝), Half-Emperor (半帝), và Later Dethroned Emperor (Go-Haitei).
Năm 1870, tên gọi và danh xưng của vị Thiên hoàng bị truất phế này đã được công nhận.

### Kugyō
- Sesshō, Kujō Michiie, 1193–1252.
- Sadaijin, Kujō Michiie.
- Udaijin
- Nadaijin
- Dainagon '

### Niên hiệu
Jōkyū (1219–1222)